# Empire Of Souls
Empire Of Souls är det svenska power metal-bandet Morifades fjärde studioalbum, utgivet 2011. Detta album som har tagit sju år sedan det förra är den nya sångaren Kristian Wallins och den nya gitarristen Mathias Kamijos första album med Morifade och också det första på det nya skivbolaget.

## Låtarna
1. "Bleeding For Lust"
2. "A Cry From The Void"
3. "Come In Blood"
4. "Fear Breeder"
5. "My Silent Serenade"
6. "Road Of Deception"
7. "Recemblance Of Hate"
8. "Impact Of Vanity"
9. "Strength In Solitude"
10. "The Dark Resignation"
11. "A Sinister Mind"